# Brekkerista
Brekkerista (norwegisch für Steiler Grat) ist ein Gebirgskamm im ostantarktischen Königin-Maud-Land. In der Sverdrupfjella ragt er 3 km nordöstlich des Gipfels des Jutulrøra auf.
Luftaufnahmen der Deutschen Antarktischen Expedition 1938/39 unter der Leitung des Polarforschers Alfred Ritscher dienten einer ersten Kartierung. Norwegische Kartografen, die den Gebirgskamm auch benannten, nahmen anhand von Vermessungen und Luftaufnahmen der Norwegisch-Britisch-Schwedischen Antarktisexpedition (1949–1952) in Verbindung mit Luftaufnahmen der Dritten Norwegischen Antarktisexpedition (1956–1960) aus den Jahren von 1958 bis 1959 eine neuerliche Kartierung vor.